# Abtsbessingen
Abtsbessingen (letteralmente "Bessingen dell'Abate", in contrapposizione alla vicina Freienbessingen – "Bessingen libera") è un comune della Turingia, in Germania.
Appartiene al circondario del Kyffhäuser (targa KYF) ed è amministrato dal comune amministratore (Erfüllende Gemeinde) di Ebeleben.